# Gazte Topagunea
Gazte Topagunea és un aplec del jovent de l'esquerra abertzale que té lloc cada dos anys al País Basc al voltant de l'Aberri Eguna. S'hi fan actes diversos com ara conferències i concerts. La primera trobada la va organitzar Jarrai a Etxarri Aranatz el 1994. L'any 2000, a Kanbo, es va fundar l'organització juvenil Haika. En els anys següents, a causa de la il·legalització d'aquestes organitzacions, l'aplec l'han convocat de manera successiva diferents entitats del moviment juvenil com Segi, Gazte Abertzaleak i Ernai.